# 5 000 mètres féminin aux championnats du monde d'athlétisme 1999
Navigation
Athènes 1997 Edmonton 2001
L'épreuve du 5 000 mètres féminin des championnats du monde d'athlétisme 1999 s'est déroulée les 24 et 27 août 1999 au Stade olympique de Séville, en Espagne. Elle est remportée par la Roumaine Gabriela Szabo.

## Résultats

### Finale
| Rang               | Athlète                 | Pays       | Temps          | Notes |
| ------------------ | ----------------------- | ---------- | -------------- | ----- |
| Médaille d'or      | Gabriela Szabo          | Roumanie   | 14 min 41 s 82 | CR    |
| Médaille d'argent  | Zahra Ouaziz            | Maroc      | 14 min 43 s 15 |       |
| Médaille de bronze | Ayelech Worku           | Éthiopie   | 14 min 44 s 22 | PB    |
| 4                  | Irina Mikitenko         | Allemagne  | 14 min 50 s 17 | NR    |
| 5                  | Ebru Kavaklıoğlu        | Turquie    | 14 min 51 s 69 | NR    |
| 6                  | Julia Vaquero           | Espagne    | 14 min 56 s 00 | SB    |
| 7                  | Mariya Pantyukhova      | Russie     | 14 min 58 s 60 | PB    |
| 8                  | Yamna Oubouhou-Belkacem | France     | 15 min 03 s 47 | NR    |
| 9                  | Marta Domínguez         | Espagne    | 15 min 16 s 93 | SB    |
| 10                 | Megumi Tanaka           | Japon      | 15 min 17 s 92 | PB    |
| 11                 | Cheri Goddard-Kenah     | États-Unis | 15 min 20 s 12 |       |
| 12                 | Susanne Pumper          | Autriche   | 15 min 24 s 38 | NR    |
| 13                 | Getenesh Urge           | Éthiopie   | 15 min 29 s 60 |       |
| 14                 | Katalin Szentgyörgyi    | Hongrie    | 15 min 37 s 00 |       |
| 15                 | Michiko Shimizu         | Japon      | 15 min 46 s 28 |       |

## Légende
Records et Performances
- AR : Record continental (area record)
- CR : Record des championnats (championship record)
- MR : Record du meeting (meet record)
- NR : Record national (national record)
- OR : Record olympique (olympic record)
- PR : Record paralympique (paralympic record)
- PB : Record personnel (personal best)
- SB : Meilleure performance personnelle de la saison (season's best)
- WL : Meilleure performance mondiale de l'année (world leader)
- WJR : Record du monde junior (world junior record)
- WR : Record du monde (world record)

Circonstances et Conditions
- DNF : N'a pas terminé (did not finish)
- DNS : N'a pas pris le départ (did not start)
- DQ : Disqualification (disqualification)
- NM : Aucun essai valable enregistré (No Mark)
- Q : Qualifié « directement » au prochain tour (ou à la prochaine compétition), lors d'une compétition majeure, grâce au classement ou à la réalisation des minima (automatic qualifier)
- q : Qualifié au prochain tour (ou à la prochaine compétition), lors d'une compétition majeure, grâce au repêchage ou à la réalisation de l'une des meilleures performances parmi celles des « non qualifiés directement » (grâce au meilleur temps ou à la meilleure distance par exemple) (secondary qualifier)